# A.C.A.U. La nostra meraviglia
A.C.A.U. La nostra meraviglia è il primo disco solista di Gianni Maroccolo uscito per la Black Out nel 2004.
Nell'album compaiono molti altri nomi della scena musicale italiana.
Il brano Meloria's ballade fu supportato da un videoclip.

## Tracce
1. Fugge l'abbraccio (Piero Pelù)
2. Adàm Qadmòn (Raiz)
3. Carezza d'autunno (Carmen Consoli)
4. Night and storms (Franco Battiato)
5. Meloria's ballade (Cristina Donà)
6. Da raccontarti all'alba (Lorenzo Cherubini)
7. Deriva finita (Cristiano Godano)
8. Elianto (Ginevra Di Marco)
9. End coming over action bird (Manuel Agnelli e Giorgio Canali)
10. Sabbia (Francesco Renga)
11. Una prima volta (Andrea Chimenti)
12. Deus ti salvet Maria Bonaventura Licheri, (canto tradizionale sardo eseguito in forma di gosos)
13. Infondo (Fiamma)
14. Delicato delirio (Federico Fiumani)
15. S'ostina (Giovanni Lindo Ferretti)